# Grand Prix de la Ville de Lillers
Der Grand Prix de la Ville de Lillers (auch Grand Prix de Lillers-Souvenir Bruno Comini) ist ein französisches Straßenradrennen.
Das Eintagesrennen wird seit 1964 in und um Lillers in der nordfranzösischen Region Hauts-de-France ausgetragen. Seit 2005 ist es Teil der UCI Europe Tour und wird in die Kategorie 1.2 eingeordnet. Rekordsieger des Eintagesrennens sind Jean-François Laffillé (1990, 1991 und 1994) und Benoît Daeninck (2007, 2010 und 2013) mit jeweils drei Siegen.

## Palmarès (ab 2005)
| Jahr                                      | Sieger              | Zweiter                | Dritter             |
| ----------------------------------------- | ------------------- | ---------------------- | ------------------- |
| 2005                                      | Johan Coenen        | David Boucher          | Vytautas Kaupas     |
| 2006                                      | Markus Eichler      | Anthony Jaunet         | Médéric Clain       |
| 2007                                      | Benoît Daeninck     | Mario Ickx             | Tom Leezer          |
| 2008                                      | Dominic Klemme      | Benoît Daeninck        | Matthias Friedemann |
| 2009                                      | Aleksejs Saramotins | Alexandre Lemair       | Jean-Marc Bideau    |
| 2010                                      | Benoît Daeninck     | Jean-Marc Bideau       | Renaud Dion         |
| 2011                                      | Denis Flahaut       | Fabien Bacquet         | Nikola Aistrup      |
| 2012                                      | Russell Downing     | Jean-Lou Païani        | Laurent Mangel      |
| 2013                                      | Benoît Daeninck     | Olivier Pardini        | Steven Tronet       |
| 2014                                      | Steven Tronet       | Martijn Degreve        | Benoît Daeninck     |
| 2015 keine Austragung                     |                     |                        |                     |
| 2016                                      | Stijn Steels        | Christopher Piry       | Tim Declercq        |
| 2017                                      | Thomas Boudat       | Yannis Yssaad          | Justin Jules        |
| 2018                                      | Jérémy Lecroq       | Yoann Paillot          | Alfdan De Decker    |
| 2019 abgesagt wegen orkanartiger Windböen |                     |                        |                     |
| 2020                                      | Florian Vachon      | Arjen Livyns           | Thibault Guernalec  |
| 2022                                      | Milan Menten        | Gianluca Pollefliet    | Jason Tesson        |
| 2023                                      | Andreas Stokbro     | Norman Vahtra          | Morne Van Niekerk   |
| 2024                                      | Emmanuel Morin      | Steffen De Schuyteneer | Antoine Aebi        |
| 2025                                      | Matthew Brennan     | Valentin Tabellion     | Alfred George       |

## Palmarès (bis 2004)
- 2004  Benny De Schrooder
- 2003  Damien Nazon
- 2002  Pascal Deramé
- 2001  Jean-Michel Tessier
- 2000  Francis Moreau
- 1999  Bjørnar Vestøl
- 1998  Geert Verheyen
- 1997  Niko Eeckhout
- 1996  Niko Eeckhout
- 1995  Grégory Barbier
- 1994  Jean-François Laffillé
- 1993  Jeroen Blijlevens
- 1992  Benny Gosink
- 1991  Jean-François Laffillé
- 1990  Jean-François Laffillé
- 1989  William Perard
- 1988  Bruno Bonnet
- 1987  Yvan Frebert
- 1986  Vincent Thorey
- 1985  Jacques Dutailly
- 1984  Brian Holm
- 1983  Rinus Ansems
- 1982  Jean-Philippe Pipart
- 1981  Jean-Philippe Pipart
- 1980  Philippe Miotti
- 1979  Robert Millar
- 1978  Olivier Vantielcke
- 1977  Claude Bavaye
- 1976  Jacques Dutailly
- 1975  Eddy Copmans
- 1974  Alain Molmy
- 1973  Klaus-Peter Thaler
- 1972  Claude Tollet
- 1971  Guy Leleu
- 1970  M. Lefebvre
- 1969  Robert Mintkiewicz
- 1968  André Mollet
- 1967  Jacques-André Hochart
- 1966  Patrick Cuny
- 1965  Jean Reveillon
- 1964  Claude Rigaut